# Fu Mingxia
Fu Mingxia (Wuhan, 16 agosto 1978) è un'ex tuffatrice cinese, considerata la più grande campionessa di ogni tempo in questa disciplina per i suoi primati.

## Biografia
Fu Mingxia ha esordito nei tuffi all'età di 9 anni, mettendo definitivamente da parte l'iniziale proposito di dedicarsi esclusivamente alla ginnastica. Trasferitasi a Pechino, si è affidata totalmente al coach Jian Lian Tu.
Nel 1991, a soli 13 anni, ha vinto il primo oro della sua carriera tuffandosi dalla piattaforma di 10 metri ai mondiali di nuoto a Perth, ed è così divenuta la più giovane campionessa di sempre in una disciplina sportiva. Forte di questo risultato è stata ammessa l'anno dopo alle Olimpiadi di Barcellona, che l'hanno vista trionfatrice: coi suoi 14 anni è risultata la seconda campionessa olimpica più giovane di tutti i tempi, dopo l'oro conquistato nel 1936 da un'altra tuffatrice, la statunitense Marjorie Gestring, all'epoca tredicenne. Fu Mingxia si è confermata ai mondiali di nuoto a Roma nel 1994.
Nel 1996 la campionessa cinese si è presentata ai giochi olimpici di Atlanta proponendosi per la prima volta al trampolino da 3 metri, senza rinunciare alla prediletta piattaforma. Ha conquistato l'oro in entrambe le specialità.
Studentessa dal 1997 in economia all'Università Tsinghua, Fu Mingxia non si è lasciata scappare le Universiadi del 1999, dove ha gareggiato nelle specialità che aveva già scelto per le Olimpiadi di Atlanta, riuscendo a confermare i due titoli.
Ai giochi olimpici di Sydney, nel 2000, le ultime grandi soddisfazioni per Fu Mingxia: oro nel trampolino da 3 metri e argento nei tuffi sincronizzati dallo stesso in coppia con Guo Jingjing. Terminato l'evento, l'atleta ha annunciato a sorpresa il ritiro (è stata inserita quindi nella International Swimming Hall of Fame).

## Vita privata
Attualmente vive a Hong Kong col marito, l'imprenditore Anthony Leung, già Ministro delle Finanze. Ha tre figli: una femmina e due maschi.

## Palmares
- Giochi olimpici

Barcellona 1992: oro nella piattaforma 10 m.
Atlanta 1996: oro nel trampolino 3 m e nella piattaforma 10 m.
Sydney 2000: oro nel trampolino 3 m e argento nel sincro 3 m
- Mondiali

Perth 1991: oro nella piattaforma 10 m.
Roma 1994: oro nella piattaforma 10 m.
- Giochi asiatici

Pechino 1990: oro nel team event e bronzo nella piattaforma 10 m.
Hiroshima 1994: argento nella piattaforma 10 m.
- Vincitore della Coppa del Mondo del trampolino 3 m nel 1991